# Hajfensfiske

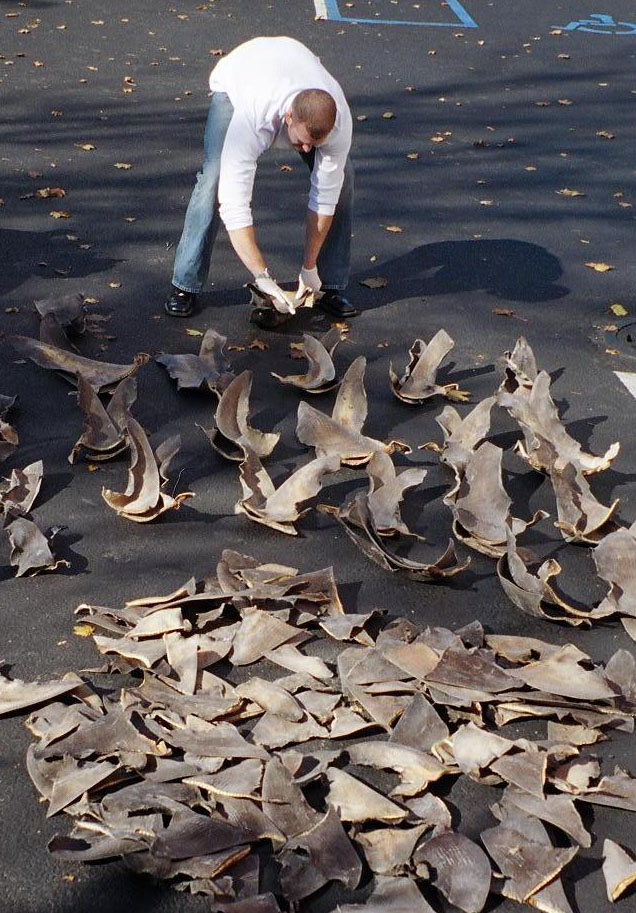
Arbetare från organisationen NOAA som räknar konfiskerade hajfenor.

Diagram över hajfiskets (inte bara hajfensfisktets) uppgång från 1950 till mitten av 2000-talet och minskningen från 2005 och framåt.

Hajfensfiske (EN: shark finning) avser den starkt kritiserade fiskemetoden av hajar där hajfenorna skärs av de levande hajarna varvid hajarna därefter ofta kastas direkt tillbaks i havet. Miljörörelsen, EU-parlamentet och många länder har förbjudit denna verksamhet, för att den anses vara djurplågeri, men den förekommer ändå i stor omfattning. 

## Hajfensfisket i Asien

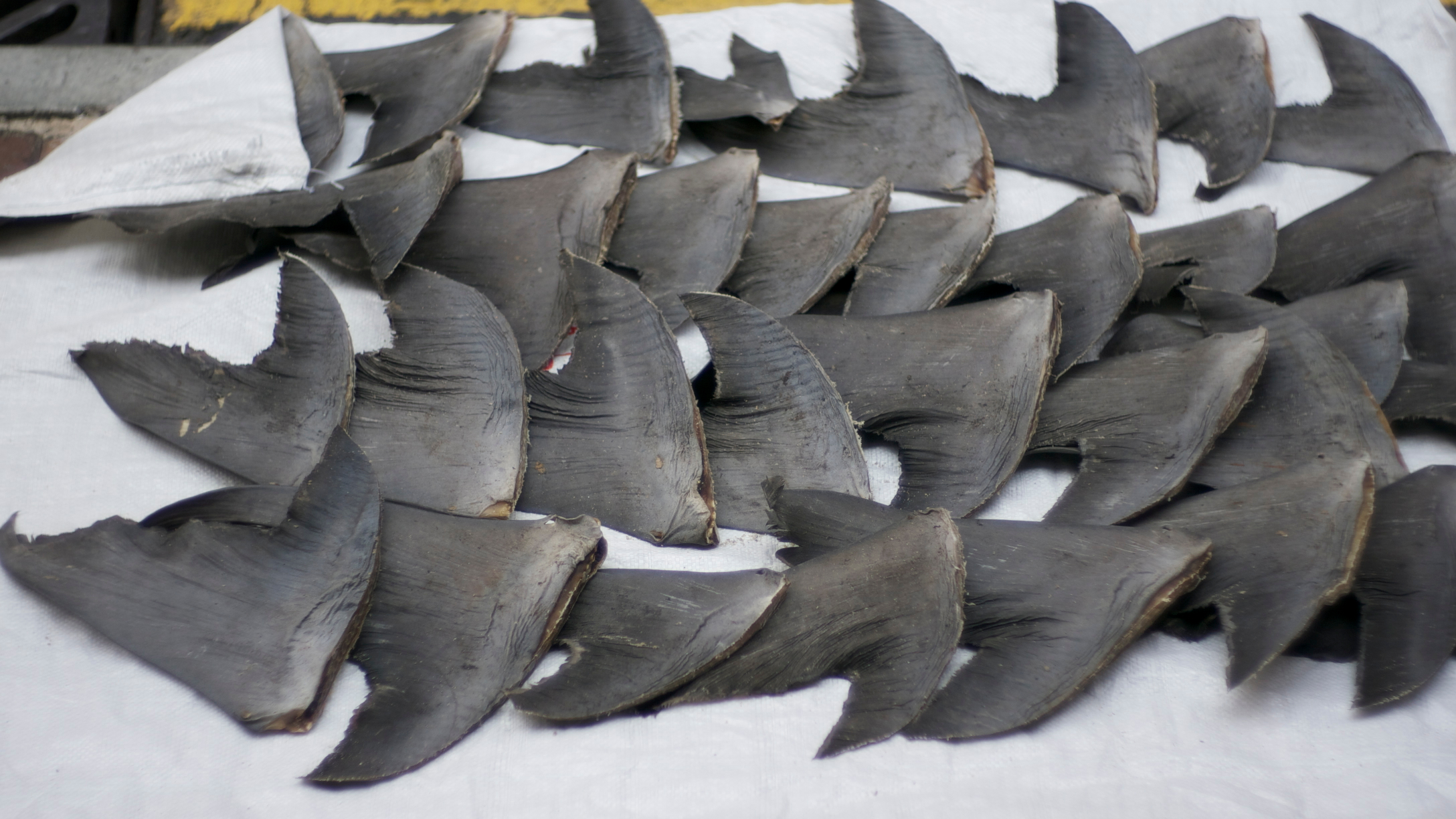
Färska hajfenor som torkar på en trottoar i Hong Kong

Kina är den största konsumenten av hajfenor och där, liksom i andra delar av Asien, är hajfenssoppa en traditionell maträtt. Hajfenorna används också i traditionella asiatiska kurer och påstås vara potenshöjande för män.

## Hajfensfisket i Europa
EU har sedan 2003 ett förbud mot hajfensfiske, men kryphål i lagstiftningen har medfört att fiskemetoden, eller djurplågeriet, kunnat fortsätta. Främst är det fiskare från Storbritannien, Spanien och Portugal som ägnat sig åt hajfiske, men restauranger i hela Europa serverar köttet. 2010 lovade EU:s fiskekommissionär Maria Damanaki att ta krafttag för att skärpa EU:s förbud mot hajfensfisket. Världsnaturfonden, WWF, arbetar för ett totalförbud mot denna typ av fiske i europeiska vatten.

## Internationell reglering

### CITES - Convention on International Trade in Endangered Species of Wild Flora and Fauna
CITES har en lista som inkluderar arter som riskerar att utrotas om handeln inte regleras. Tre hajarter är listade på denna lista, Appendix II:
- Brugd (Cetorhinus maximus) är en hajart som räknas som den näst största fiskarten efter valhajen.
- Vithaj (Carcharodon carcharias), den största nu levande rovfisken och förmodligen den mest kända hajarten.
- Valhaj (Rhincodon typus), världens största haj och likaså den största levande fiskarten.